# Die Glückspuppe
Die Glückspuppe ist ein US-amerikanischer Spielfilm aus dem Jahre 1934 von Alexander Hall mit Shirley Temple und Adolphe Menjou in den Hauptrollen. Der Film basiert auf einer in einem Magazin 1932 veröffentlichten Geschichte namens „Little Miss Marker“ von Damon Runyon.

## Handlung
Dass sie eines Tages zur „Little Miss Marker“, zum „kleinen Fräulein Schuldschein“, werden würde, hätte sich die niedliche Martha Jane, die daraufhin fortan nur noch „Marky“ genannt wird, sicherlich nicht träumen lassen. Aber genau so ist es geschehen: Denn ihr Vater, der mit seiner Spielsucht an eine Gangsterorganisation geraten ist, hat sie regelrecht verpfändet für den Fall, dass er seine Schulden nicht bezahlen kann. Als er seine letzten 20 Dollar bei einer Pferdewette um den gedopten Zossen „Dream Prince“ verliert und damit endgültig blank ist, geht Marky in den „Besitz“ der Schieber, Glücksspieler und Verbrecher über. Während man Marky für schräge Transaktionen zu missbrauchen beginnt und sie sogar aus einem Winkelzug heraus kurzerhand zur Besitzerin von „Dream Prince“ erklärt, um mit dem Gaul erneut starten zu können, beginnt Martha Jane eine besondere Beziehung zu dem Rennpferd, das ihrem toten Vater so viel Unglück gebracht hatte, zu entwickeln. Der eigentliche Besitzer Big Steve Halloway ist ein ziemlich schlitzohriger und skrupelloser Zeitgenosse und denkt natürlich gar nicht daran, das Pferd tatsächlich in Markys Besitz übergehen zu lassen. Mit dem Buchmacher Sorrowful Jones stellt er einen Betreuer für Martha Jane ab, während die tumben Gangster-Schlägertypen Sore Toe und Canvas Back als ihre Babysitter fungieren sollen.
Martha Jane erhielt einst von ihrer mittlerweile verstorbenen Mutter zur Guten Nacht Geschichten vorgelesen, in denen es häufig um die Ritter der Tafelrunde ging. Und so bekommen in Little Miss Markers Scheinwelt auch die Gangsterkumpane allesamt Namen aus eben jener Ritterzeit verpasst, die Martha Jane das Leben hier erleichtert. Der einst wenig zartbesaitete, abgezockte Sorrowful Jones wird plötzlich lammfromm und beginnt regelrecht väterliche Gefühle für seine Schutzbefohlene Marky zu entwickeln. Big Steve Halloways Geliebte Bangles Carson wiederum verliebt sich in Jones, und beide kümmern sich mehr und mehr an Eltern statt um das Mädchen mit dem goldenen Herzen. Sorrowful Jones kleidet die Kleine sogar mit neuen Klamotten ein, die er selbst bezahlt. Marky zuliebe stellen die sie umgebenden Rennganoven und Halbwelter eine „historische Feier“ auf die Beine, in der alle wie Figuren aus jener Ritterzeit gekleidet sind. Voller Stolz setzt sich Marky auf „ihren“ „Dream Prince“, doch der hinzukommende Big Steve sorgt durch eine ruppige Handlung, dass der „Traumprinz“ scheut und Marky dabei abwirft. Das Mädchen wird schwer verletzt und muss sofort ins Krankenhaus. Jones und Bangles kümmern sich rührend um das Mädchen. Steve, der sich an Bangles für ihr Fremdgehen rächen will, wird dazu verdonnert, die lebensrettende Blutspende für Marky zu leisten. Die kleine Miss Marker wird wieder gesund und kann sich freuen, in Sorrowful Jones und seiner neuen Freundin Bangles Carson „Ersatzeltern“, die sie unbedingt adoptieren wollen, gefunden zu haben.

## Produktionsnotizen
Die Glückspuppe entstand ab dem 28. Februar 1934 in Hollywood und wurde am 1. Juni 1934 uraufgeführt. Die österreichische Erstaufführung fand im Frühling 1937 statt, eine deutsche Premiere gab es nicht.
Hans Dreier und John B. Goodman gestalteten die Filmbauten.

## Wissenswertes
Mit diesem Film, einem veritablen Kassenerfolg, und dem im Anschluss gedrehten Treffpunkt: Paris! gelang Shirley Temple 1934 der Durchbruch als Leinwandstar.
Co-Star Dorothy Dell überlebte die Premiere des Films um nur eine Woche. Sie starb 19-jährig bei einem Autounfall.
Die Geschichte wurde mehrfach neuverfilmt, darunter 1949 mit Bob Hope („Der besiegte Geizhals“) und 31 Jahre darauf mit Walter Matthau („Ein reizender Fratz“).

## Musik
Folgende Lieder sind zu hören:
- „Low-Down Lullaby“, „Laugh You Son-of-a-Gun“ und „I’m a Black Sheep Who’s Blue“. Musik von Ralph Rainger, Text von Leo Robin.

## Kritiken
„Little Miss Marker“ wurde durchgehend positiv aufgenommen. Nachfolgend einige zeitgenössische und moderne Kritiken:
Die Österreichische Film-Zeitung schrieb: „… Shirley Temple, die mit ihrem ungekünstelten Spiel bezaubert ...“

„Sauber, lustig, mit Spannungsmomenten und zu Herzen rührend, alles hübsch vermengt.“

„… bewundernswerte kleine Shirley ….“

„Niemand kann in Abrede stellen, dass dieses Kind ein „alter Hase“ war. Sie bringt ihre Textzeilen mit einem Killerinstinkt.“